# ジャワラジョゼフ
ジャワラジョゼフ（1998年〈平成10年〉2月9日 - ）は、日本のプロバスケットボール選手である。東京都文京区出身。ポジションはパワーフォワード。B.LEAGUE・越谷アルファーズ所属。

## 来歴
マリ人の父と日本人の母を持つ。中学生までは野球をしていて、日本大学豊山高等学校進学後にバスケットボールを始めた。日本大学では、3年時のインカレでチームを3位に導き、準決勝までの3Pアベレージが50％を記録した。4年時にファイティングイーグルス名古屋と特別指定選手契約を結び、卒業後にプロ契約。
2021年オフに大阪エヴェッサと契約。
2022年オフに茨城ロボッツへ移籍。
2023年オフに徳島ガンバロウズへ移籍。
2025年オフに越谷アルファーズへ移籍。